# Ladrando a la Luna
«Ladrando a la Luna» es la versión en español de la canción Barking at the Moon, escrita e interpretada por Jenny Lewis, que fue nominada junto a otras 48 canciones para la candidatura de la mejor canción original en la 81.ª entrega de los premios Óscar. El sencillo fue traducido e interpretado por la banda chilena Kudai para el doblaje en español de Latinoamérica para la película Bolt, y para el doblaje en España fue interpretada por la compositora, guitarrista, teclista e intérprete Lara_Pinilla. La película fue estrenada el 21 de noviembre de 2008 en Estados Unidos.